# Kriegsjugendgeneration
Kriegsjugendgeneration ist eine Bezeichnung für die Deutschen der Generation, die zwischen 1900 und 1912 geboren wurden. Der Name ist darauf zurückzuführen, dass die meisten der in diesem Zeitraum Geborenen den Ersten Weltkrieg als Jugendliche erlebt, selbst aber nicht mehr aktiv an ihm teilgenommen hatten.
Geprägt wurde der Begriff von Ulrich Herbert in seiner Biographie über Reinhard Heydrichs zeitweiligen Stellvertreter Werner Best. Verwendet wird dieser Ausdruck meist im Zusammenhang von Darstellungen über Mitglieder der späteren Führungsschicht des nationalsozialistischen Staates.
Nach Deutung von Historikern und Soziologen führte die „verpasste Chance zur Frontbewährung“ wie auch das Erleben der schwierigen Anfangsjahre der Weimarer Republik bei vielen zu einer ideologischen Radikalisierung. Die „Generation des Unbedingten“ (so der Historiker Michael Wildt in seinem gleichnamigen Buch) brach mit der Vergangenheit und lenkte ihren Blick auf Zukünftiges. Gleichzeitig lagen oft eine akademische Ausbildung, beruflicher Ehrgeiz und Aufstiegswille vor (häufig zusätzlich eine Affinität zu den Elite- und Ordensvorstellungen der SS). Nach dem politischen Sieg der Nationalsozialisten 1933 nutzten viele junge Männer der Kriegsjugendgeneration die sich bietenden Chancen zur Karriere in Staat oder Gesellschaft.

## Einzelnachweis
1. ↑  Zur Kriegsjugendgeneration siehe Ulrich Herbert: Best. Biographische Studien über Radikalismus, Weltanschauung und Vernunft 1903–1989. Dietz, Bonn, 1996. ISBN 3-8012-5019-9, S. 42–45.